# Peadungdung
Peadungdung is een bestuurslaag in het regentschap Humbang Hasundutan van de provincie Noord-Sumatra, Indonesië. Peadungdung telt 633 inwoners (volkstelling 2010).